# 사카이 다카마사
사카이 다카마사(일본어: 酒井 貴政, 1988년 5월 18일 ~ )는 일본의 전 축구 선수이다.

## 구단 경력
과거 카탈레 도야마, 카마타마레 사누키에서 활동하였다.